# مدال برای جنگ ایران

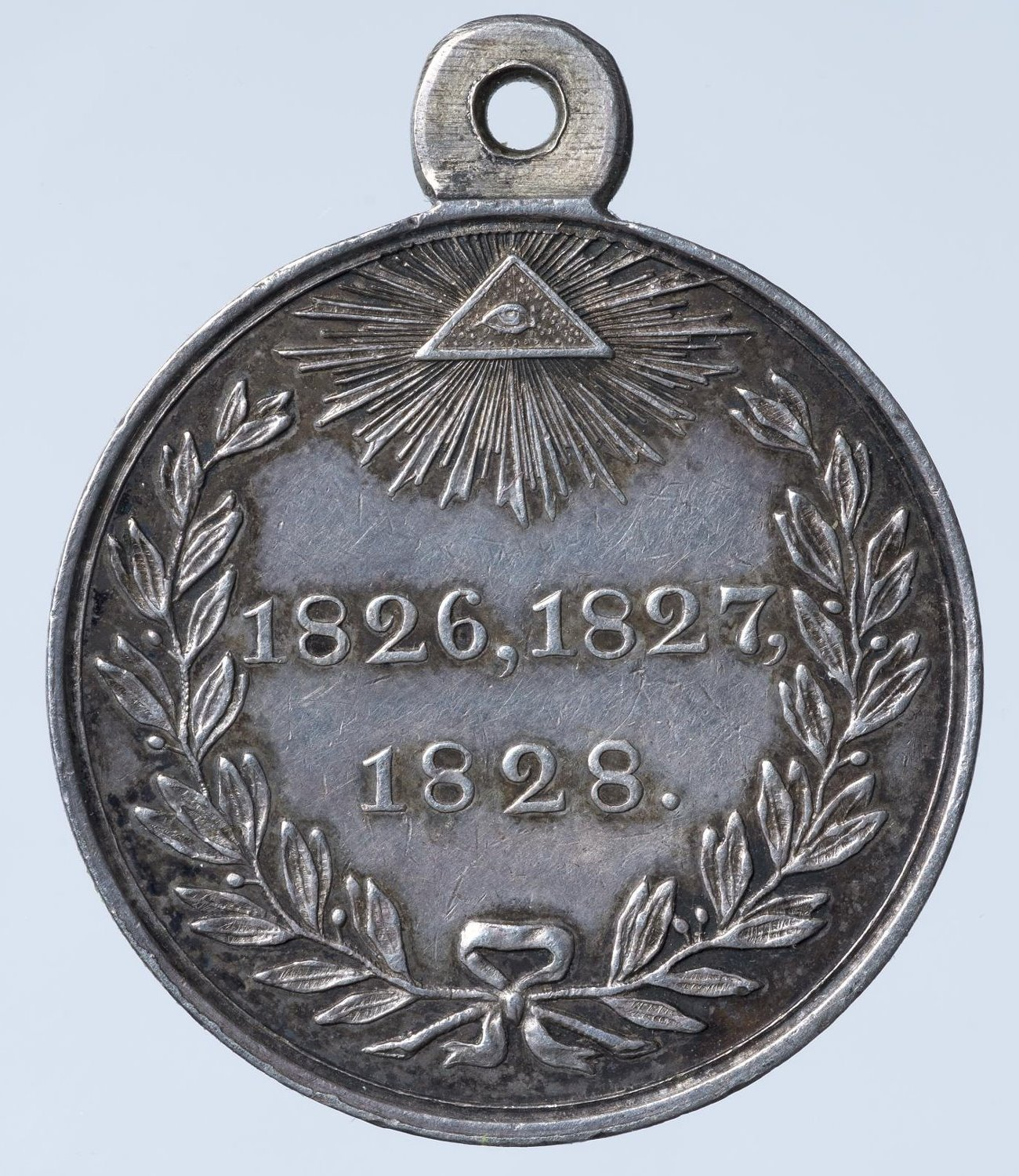
روی مدال

مدال برای جنگ ایران یک مدال شجاعت امپراتوری روسیه بود که به رزمندگان جنگ ایران و روسیه (۱۸۲۸–۱۸۲۶) اهدا می‌شد. این نشان برای شرکت‌کنندگان آخرین جنگ ایران و روسیه توسط تزار نیکلای یکم در ۱۵ مارس ۱۸۲۸ بنیان‌گذاری شد.

## نشان
این نشان نقره‌ای یک مدال بود که در یک سوی آن چشم خدا و دو شاخهٔ برگ‌بو نقش بسته بود. سال‌های ۱۸۲۶، ۱۸۲۷ و ۱۸۲۸ میان این دو شاخه قرار داشتند. سوی دیگر مدال شعار «برای جنگ ایران» را داشت. همهٔ نوشته‌ها به خط سیریلیک بودند.

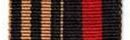
روبان

این نشان با «نیمه روبان جرج و نیمه روبان ولادیمیر» آویخته می‌شد.